# Eupithecia conviva
Eupithecia conviva es una especie de polilla de la familia Geometridae. La especie fue descrita por primera vez por Karl Dietze habiendo sido descrita en 1903, con distribución endémica de la estepa montañosa de Turkmenistán. El sintipo fue descrito en el oeste de la cordillera Kopet Dag de Asjabad.